# Quartetto medico
Quartetto Medico is een compositie van Vagn Holmboe.
Holmboe schreef dit werk voor vier vrienden die als arts werkten, maar daarnaast een muziekinstrument bespeelden. Er zijn partijen voor dwarsfluit, hobo, klarinet en piano. De muziek is van het niveau voor goede amateurmusici. Holmboe was wel in voor een grap, want de klassieke omschrijving voor de delen is een combinatie van de aloude aanduidingen en aanvullingen die al dan niet serieus naar de medische wereld wijzen. Er zijn er vijf:
1. Andante medicamento
2. Allegro quasi febrilo
3. Intermedico I: Andante senza pianisticitis (dat wil zeggen: zonder piano)
4. Intermedico II (sans marais): Poco largamento
5. Andante con frangula

Sans Marais betekent “zonder moeras”; een van de vrienden had Mose (moeras) als achternaam.
Dacapo Records nam dit werk op in 2011 in het kader van twee uitgaven van vergeten kamermuziek van de Deense componist. 